# مبحث في الفاهمة البشرية (ديفيد هيوم)

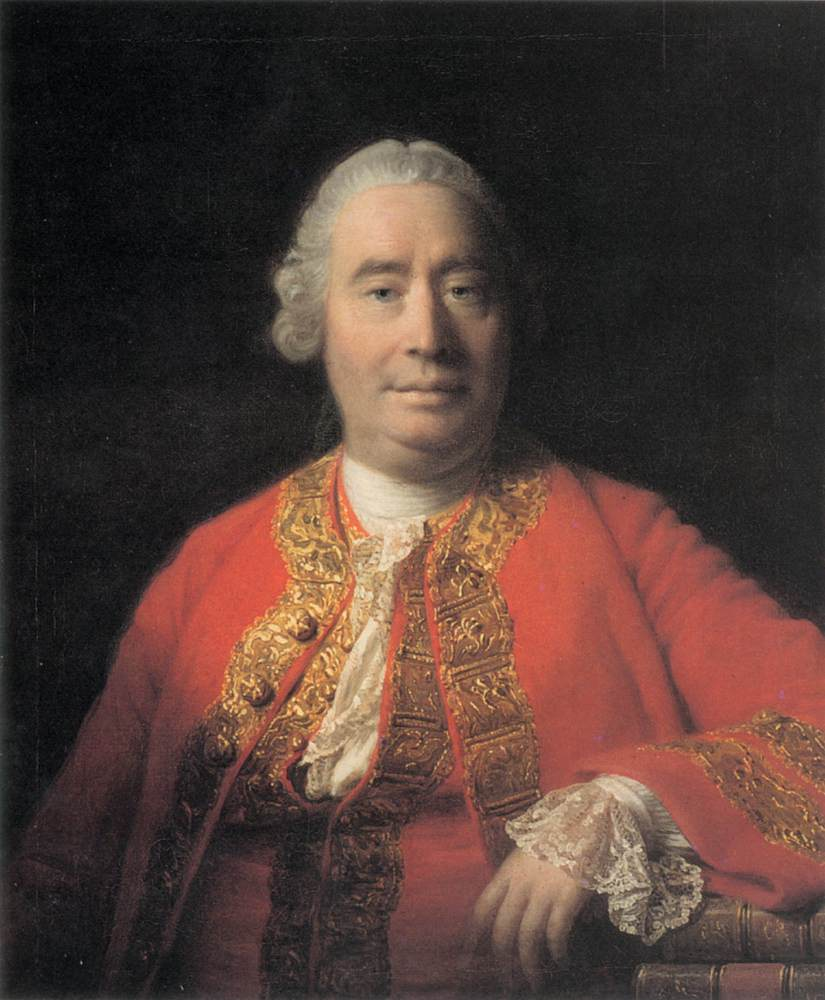
ديفيد هيوم رسم من طرف ألان رامزي (1766)

مبحث في الفاهمة البشرية هو كتاب للفيلسوف التجريبي الإسكتلندي ديفيد هيوم، نُشر باللغة الإنجليزية عام 1748.

## نبذة
كان تنقيحًا لجهد سابق، هيوم رسالة في الطبيعة البشرية، الذي نشر بشكل مجهول في لندن في 1739 . أصيب هيوم بخيبة أمل من استقبال الأطروحة، التي «ماتت في الصحافة»  كما قال، وحاول مرة أخرى نشر أفكاره الأكثر تطوراً للجمهور من خلال كتابة عمل قصير وأكثر جدلًا.

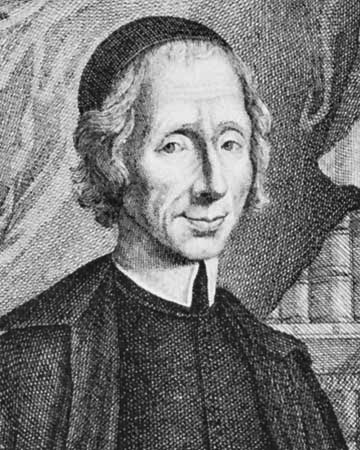
نيكولاس ماليبرانش ، أحد خصوم هيوم الفلسفيين

## روابط خارجية
- مبحث في الفاهمة البشرية على موقع الموسوعة البريطانية (الإنجليزية)